# Ferreirim e Macieira
Ferreirim e Macieira (llamada oficialmente União das Freguesias de Ferreirim e Macieira) es una freguesia portuguesa del municipio de Sernancelhe, distrito de Viseu. Según el censo de 2021, tiene una población de 614 habitantes.

## Historia
Fue creada el 28 de enero de 2013 en aplicación de una resolución de la Asamblea de la República de Portugal promulgada el 16 de enero de 2013 con la unión de las freguesias de Ferreirim y Macieira, pasando su sede a estar situada en la antigua freguesia de Ferreirim.

## Demografía
| Gráfica de evolución demográfica de Ferreirim e Macieira entre 2011 y 2021 |
|                                                                            |
| Datos según el nomenclátor publicado por el INE portugués.                 |